# Antonios (patriark)
Abune Antonios, född 12 juli 1927 i Hamassien i Italienska Eritrea, död 9 februari 2022 i Asmara, Eritrea, var en eritreansk kyrkoledare som 2004 installerades som patriark för den eritreansk-ortodoxa kyrkan. Installationen utfördes av påve Shenouda III som assisterades av eritreanska och koptiska biskopar. I januari 2005 avsattes patriark Antonios av regimen i Asmara. Efter påtryckningar insattes istället den regimtrogne patriarken Dioskoros. Patriark Antonios befann sig därefter i husarrest och fick inte ta emot besökare. Övriga kyrkor tillhörande den orientaliskt ortodoxa kyrkan erkänner inte Dioskoros som legitim patriark varför den eritreansk-ortodoxa kyrkan befinner sig i schism.